# Municipio 2 Coble
El municipio 2 Coble (en inglés: Township 2, Coble) es un municipio ubicado en el  condado de Alamance en el estado estadounidense de Carolina del Norte. En el año 2010 tenía una población de 4.491 habitantes.

## Geografía
El municipio 2 Coble se encuentra ubicado en las coordenadas 35°59′58.05″N 79°29′19.47″O / 35.9994583, -79.4887417.